# Asim Kansuh
Asim Kansuh (ur. w 1937 w Baalbeku) – libański polityk szyicki, lider libańskiej prosyryjskiej Partii Baas, deputowany do Zgromadzenia Narodowego z okręgu Baalbek-Hirmil.

## Życiorys
Asim Kansuh jest absolwentem wydziału inżynierii górniczej jugosłowiańskiego Uniwersytetu w Zagrzebiu. W 1954 wstąpił do Partii Baas. W latach 1966–1989 był sekretarzem regionalnym tego ugrupowania. W latach 1996, 2000 i 2009 był wybierany do libańskiego parlamentu. Jako sekretarz stanu kierował ministerstwem pracy w rządzie Umara Karamiego.